# VBB
VBB (AB Vattenbyggnadsbyrån) var ett konsultföretag verksamt inom infrastruktur, vattenbyggnad och anläggningskonstruktion med huvudkontor i Stockholm. Till företagets specialområde hörde projektering av vattentorn.

## Historik
Firman etablerades 1897 som J. Gust. Richerts konstruktionsbyrå för vattenbyggnader av Johan Gustaf Richert. År 1902 omorganiserade Richert sin byrå till Aktiebolaget Vattenbyggnadsbyrån, vilket sedermera kom att förkortas till VBB. Richert satt i VBB:s styrelse ända fram till sin död år 1934.
Överstelöjtnant Carl Schmidt tillträdde som verkställande direktör år 1934 och förblev på posten till 1940 då Gösta Richert, son till Johan Gustaf, tog över VD-posten och drev företaget fram till år 1966.
VBB blev snabbt ett av Europas större konsultföretag inom vattenbyggnadsområdet och Sveriges största projektör av icke-statliga vattenkraftverk. Bland de mest kända projekten fanns vattenförsörjningen av Kuwait City, där företaget var engagerat från 1965 och vars distributionssystem togs i drift 1976. VBB:s chefsarkitekt, Sune Lindström, ritade ett antal svampliknande vattentorn (liknande vattentornet i Örebro) och Malene Bjørn stod för den arkitektoniska designen av Kuwait Towers. År 1980 belönades VBB och Bjørn & Bjørn Design med The Aga Khan Award for Architecture med motiveringen "ett utomordentligt bidrag till arkitektur för muslimer". Utmärkelsen avsåg både Sune Lindströms torn i Kuwait och Malene Bjørns Kuwait Tower. Tornen har blivit ett välkänt landmärke och finns även avbildade på flera frimärken från Kuwait.
I december 1955 fick VBB uppdraget att rita ett radiohus i Stockholm. I ett brev daterat den 12 december bekräftade Byggnadsstyrelsen att man tidigare under hand givit uppdraget att genom arkitekten Sune Lindström låta upprätta förslagsritningar. TV-huset, som ligger på samma tomt som Radiohuset, ritades av Erik Ahnborg och Sune Lindström på VBB.
VBB köptes under 1990-talet av FFNS och inkorporerades i företaget tillsammans med VIAK. Bolaget är numer en del av Sweco-koncernen. Namnet Sweco användes redan under 1970-talet av VBB som varumärke för deras utlandsverksamhet.

## Personer knutna till VBB
- Erik Ahnborg
- Stig Egnell
- Claes Fischerström
- Olle Gimstedt
- Walo von Greyerz
- Bengt Gustafsson
- Bo Hellström
- Nils Jakobson
- Victor Jansa
- Gunnar Lindman
- Sune Lindström
- Sven Lübeck (styrelseordförande)
- Harald Mjöberg
- Sven Platzer
- Erling Reinius
- Arvid Richert (styrelseordförande)
- Gösta Richert (VD)
- Johan Gustaf Richert (grundare, styrelseordförande)
- Frey Samsioe
- Carl Schmidt (VD)
- Viktor Sjödin
- Wilhelm Werner

## VBBs vattentorn (urval)

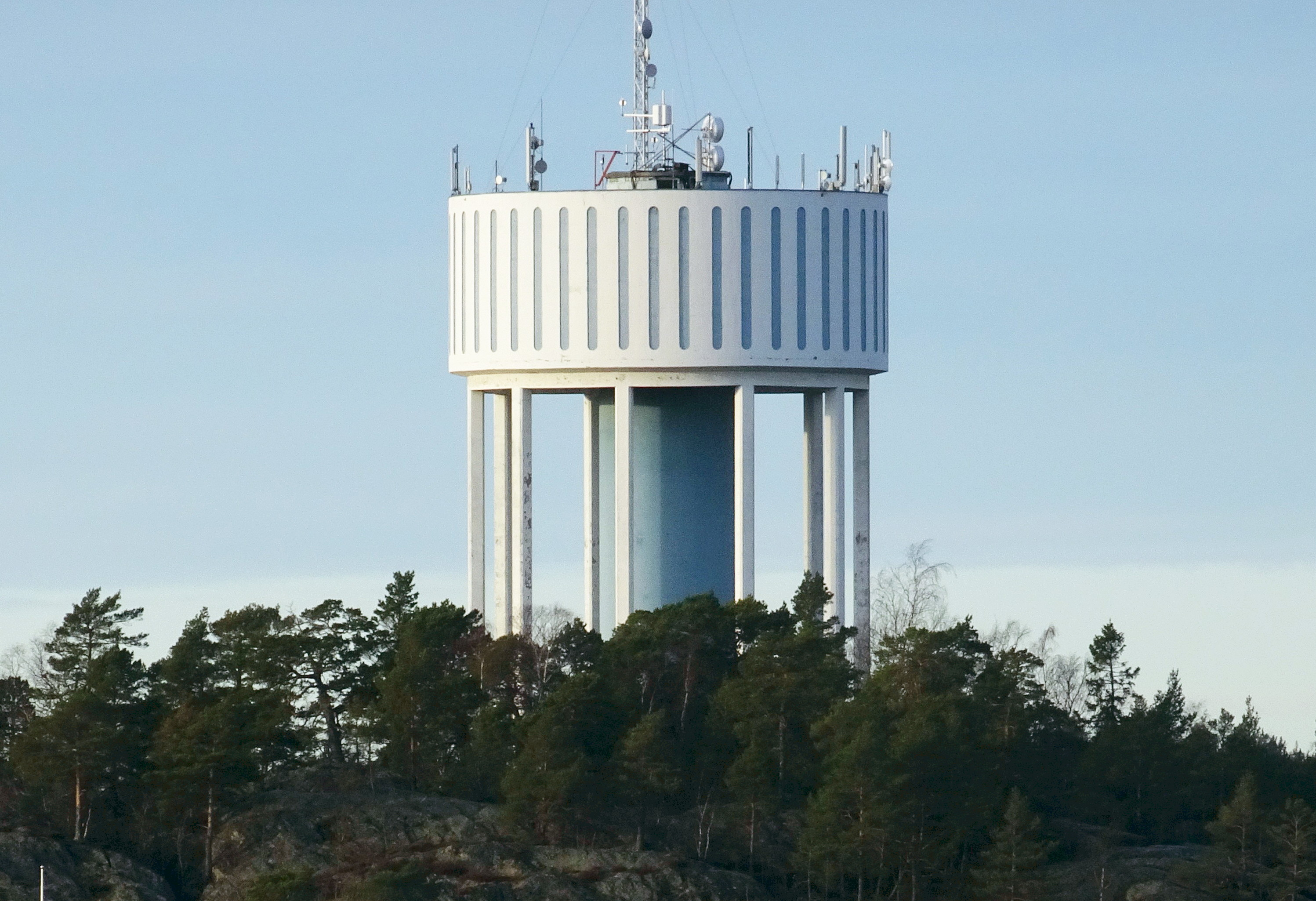
Nynäshamns vattentorn (1953)
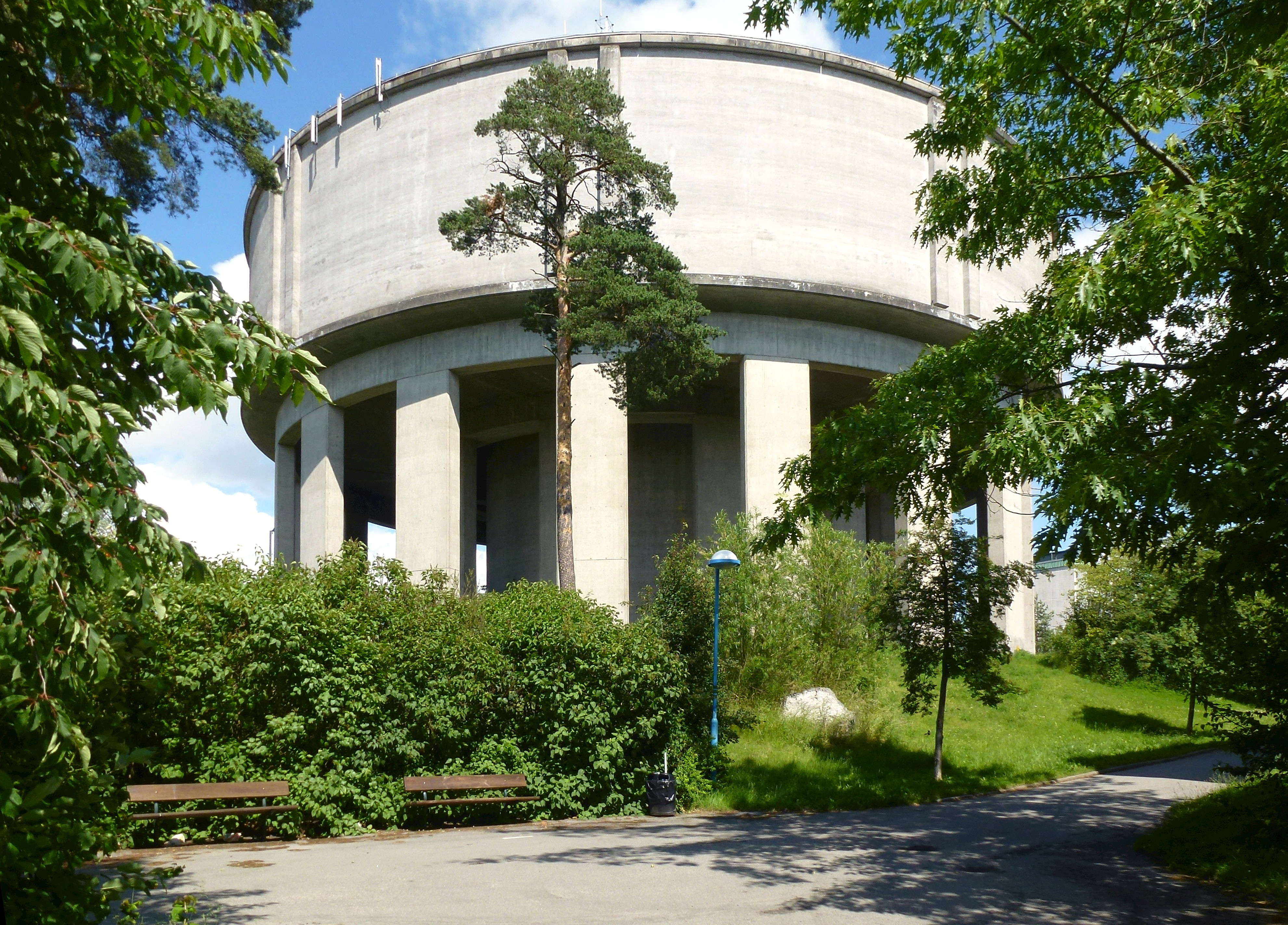
Tensta vattentorn (1969)
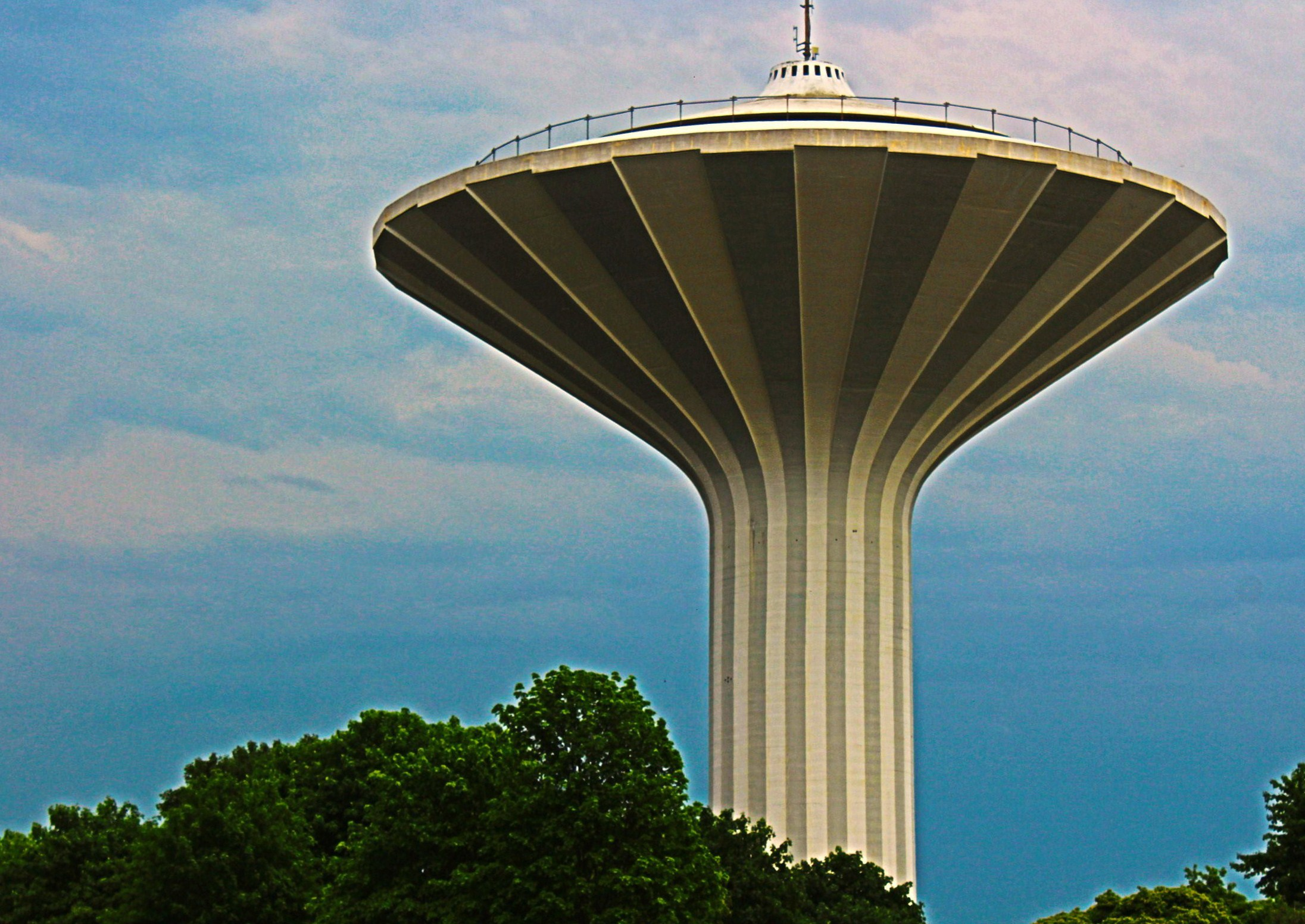
Svampen, Örebro (1958)
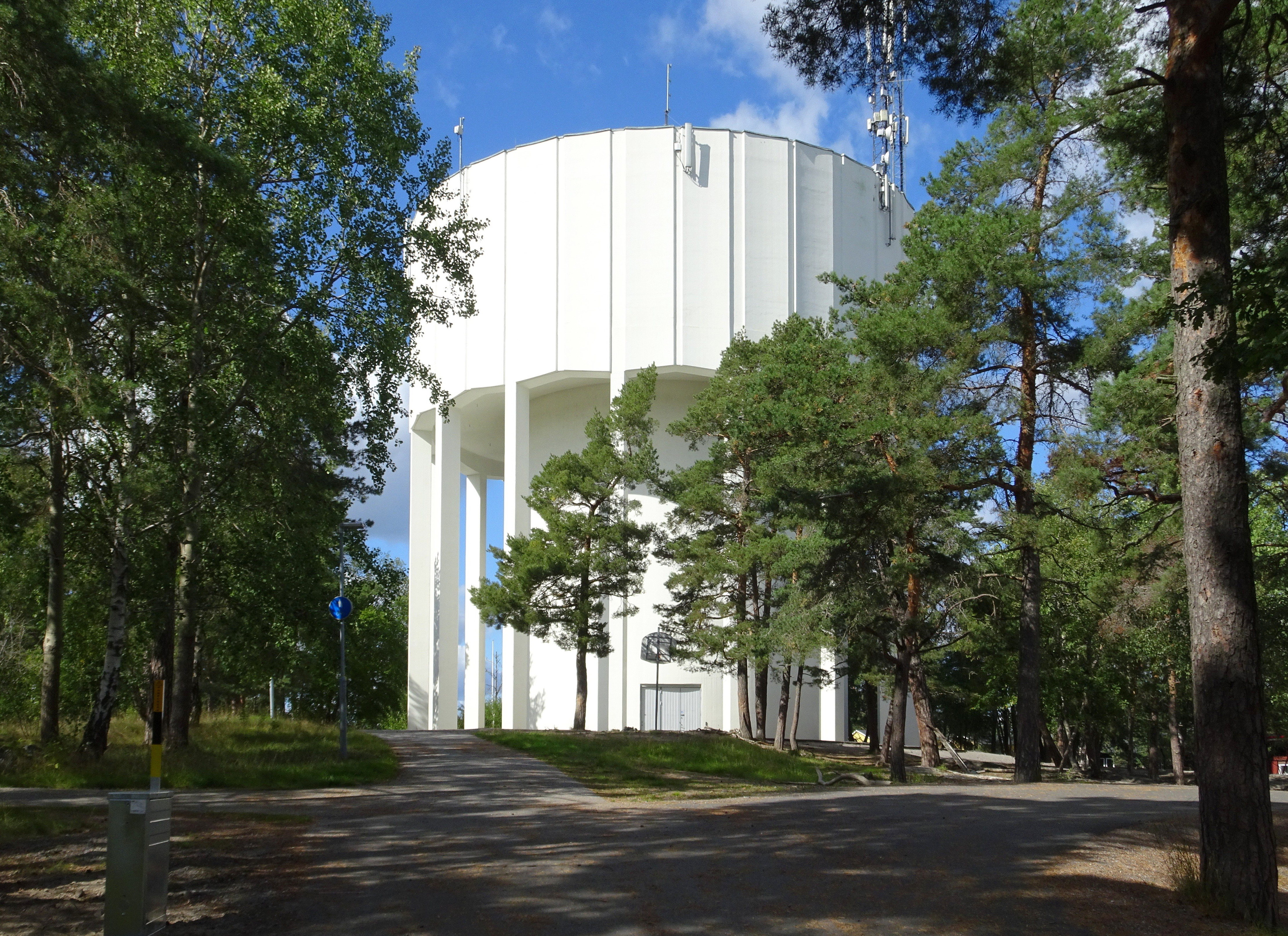
Käppala vattentorn (1962)
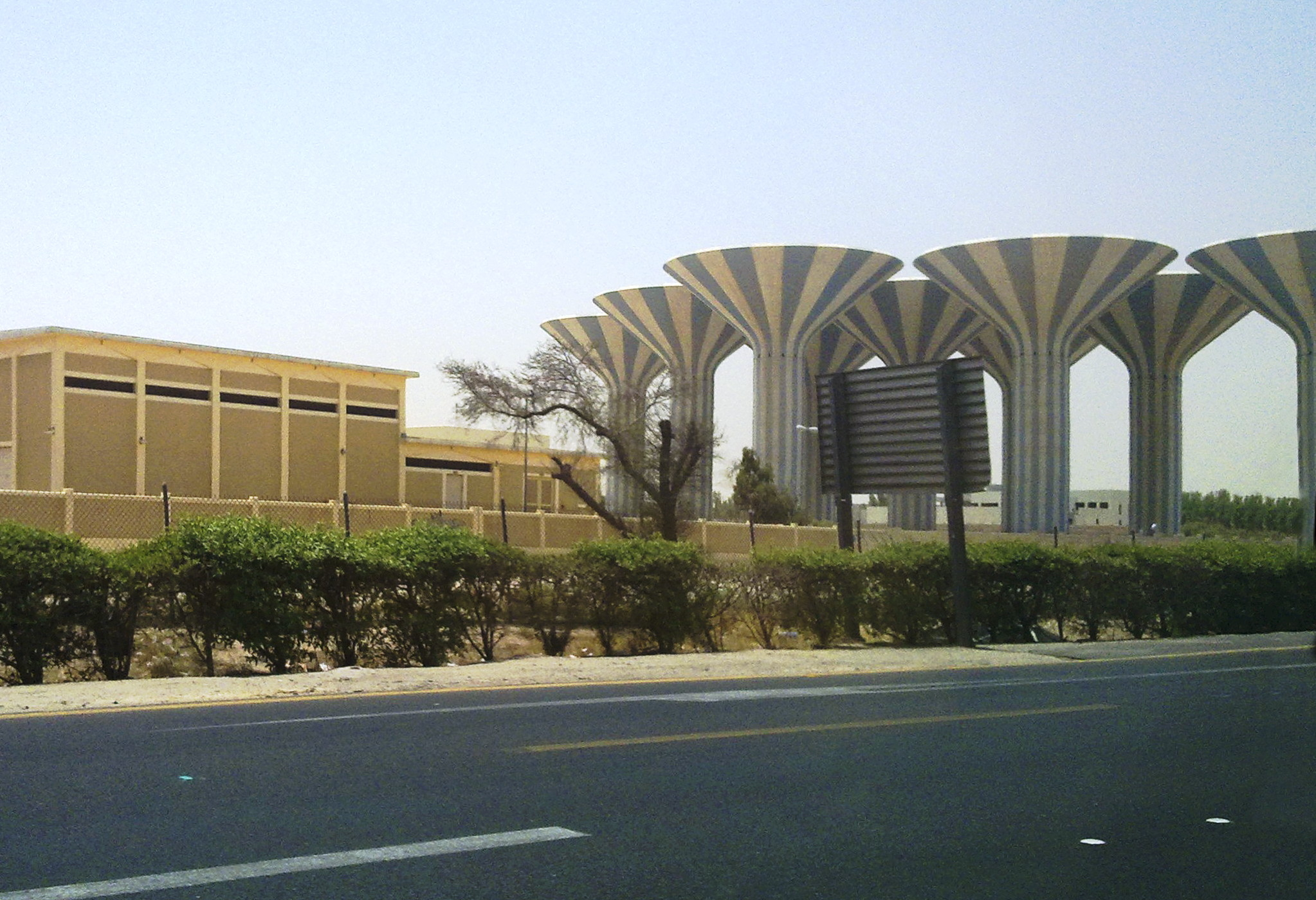
Vattentorn i Kuwait City (1965)
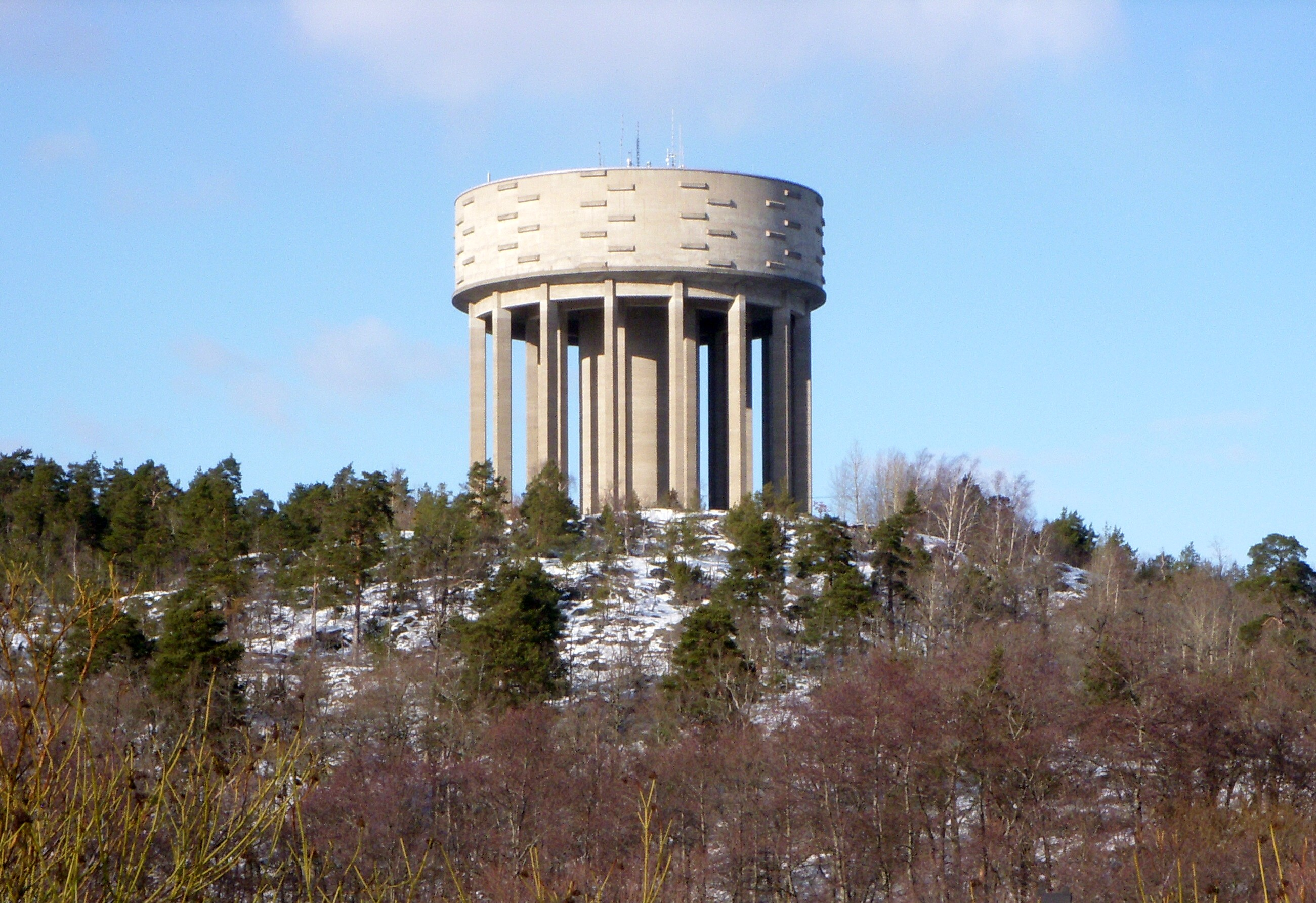
Sätra vattentorn (1969)

### Webbkällor
- Richert
- Väg- och vattenbyggnadsfacket under år 1932. Vattenkraft. i Teknisk Tidskrift (1933), avdelningen för Väg- och vattenbyggnadskonst
- Vattenbyggnadsbyrån i Nordisk familjebok (andra upplagans supplement, 1926)